# J. C. dit Perdigal
J. C. dit Perdigal [Perdrigal] est un musicien et compositeur français actif à Paris au milieu du XVIIe siècle. Sa véritable identité n’est toujours pas connue.

## Biographie
Sa musique est publiée sous le nom de « Perdigal ». Toutefois le manuscrit 463 P de la Bibliothèque municipale d’Auxerre, qui contient une quinzaine de pièces de musique de cet auteur, le cite aussi comme « J. de Perd. », « J. de Perdigal » et (p. 286) « J. C. dit Perd. ».
Sur sa biographie, on ne suppute que trois choses :
- « Perdigal » était probablement un surnom ;
- Nom ou surnom, « Perdigal » ramène clairement vers le midi de la France ;
- Une quarantaine d’airs de sa main ont été écrits sur des vers de Pierre Perrin (poète dramatique et théoricien de la poésie, originaire de Lyon) ; seulement quatre autres le sont sur des vers d’autres poètes. Était-il un proche de Pierre Perrin, ou originaire de Lyon comme lui ?

Il figure au titre d'un recueil de vers de Perrin : Les Œuvres de poésie, de Mr Perrin. (Paris : Estienne Loyson, 1661), qui contient une section intitulée Diverses paroles de musique, pour des airs de cour, airs à boire, dialogues, noëls, motets, & chansons de toute sorte. Mises en musique par les sieurs Molinier, Cambefort, Lambert, Perdigal, Cambert, Martin & autres excellents musiciens.
Malgré cet anonymat relatif, la grosse soixantaine d’airs de cour qu’il a composés le place parmi les auteurs visibles dans ce genre. Il est cité dès 1681 par Claude-François Ménestrier, avec Michel Lambert, François Martin, Jean-Baptiste Boësset ou Robert Cambert, tous les quatre des compositeurs d'airs importants.

## Œuvres

### Œuvres sacrées et spirituelles
- [Première leçon de ténèbres pour le premier jour, fragmentaire]. Source : Auxerre BM : Ms. 463 P, p. 286.
- Seigneur les grands palais des cieux Content vostre magnificence... Paraphrase du Ps. 18 Cæli enarrant gloriam Dei par Pierre Perrin. Source : RVC-16.
- Adorons à genoux L'humilité profonde Du souverain du monde [Noël]. Source : RVC-16, texte de Pierre Perrin.

### Œuvres profanes

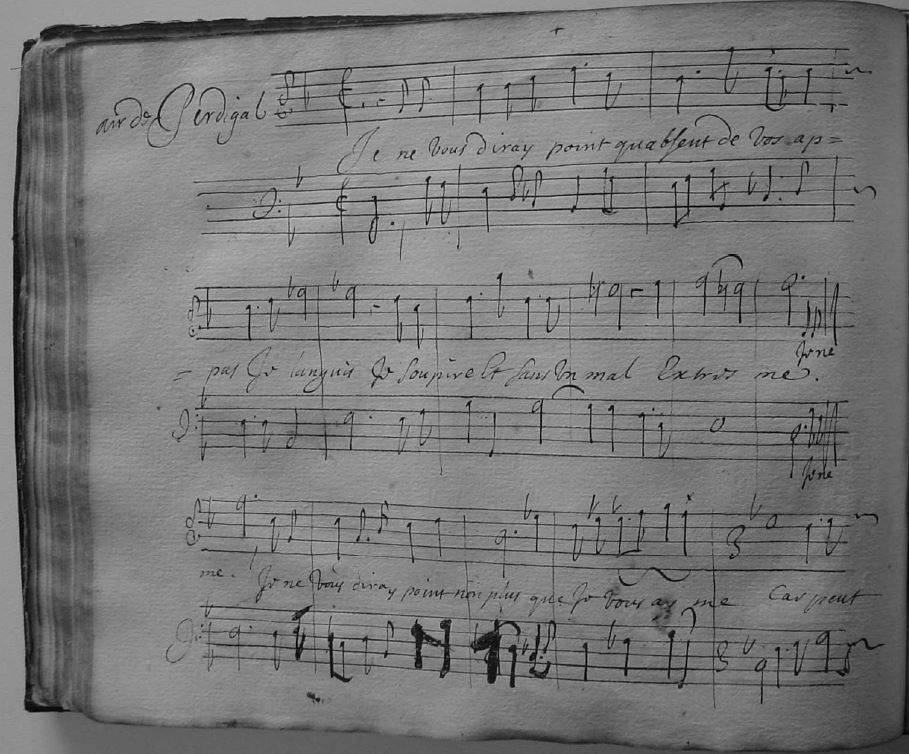
Air de J. Perdigal, extrait du Ms. 463 P de la Bibliothèque municipale d'Auxerre.

- Une grosse soixantaine d’airs de cour, dont la liste est donnée ci-dessous.

Les sources musicales sont :
- Auxerre = Auxerre BM : Ms. 463 P. [Recueil manuscrit d'airs, entre 1690 et 1710, 304 p., 4° oblong.]
- BPAT = Brunettes ou petits airs tendres, vol. II. Paris : Christophe Ballard, 1704. RISM B-II p. 118.
- LADDA = Livre d’airs de différents auteurs (Paris : Robert III Ballard puis Christophe Ballard, 1658-1694). Les codes renvoient à Goulet 2007.
- VM7-501 = [Airs de Boesset, Lambert, Lully, Le Camus à 1-2 v. et bc], manuscrit ca. 1670-1680. Paris BNF (Mus.) : VM7-501.
- VM7-4822 = [Recueil de chansons, duos et trios], manuscrit début XVIIIe. Paris BNF (Mus.) : VM7-4822.
- MS 159 = [Recueil d’airs sérieux et à boire, suivis de brunettes, 1-2 v avec ou sans bc], manuscrit ca. 1710-1734. Versailles BM : ms. musical 159.
- RASB = Recueil d’airs sérieux et à boire (Paris : Christophe Ballard puis Jean-Baptiste Christophe Ballard, 1694-1724).

Les sources poétiques sont :
- BCT = Nouveau recueil des plus belles chansons de ce temps. Lyon : Claude La Rivière et Jean-Baptiste Deville, [1665 ?]. Paris BNF (Mus.) : RES VM-COIRAULT-140.
- DPG = Les Délices de la poésie galante. Paris : Jean Ribou, 1664.
- RVC-1, -3, -4, -5, -6, -7, -9, -9+, -10, -16, -17 : Recueil des plus beaux vers mis en chant, série de recueils poétiques dépouillée dans Guillo 2004.

| Incipit poétique | Source poétique                                        | Poète                    | Source musicale                                                    |
| --- | ------------------------------------------------------ | ------------------------ | ------------------------------------------------------------------ |
| A quoy pensiez-vous, Climene, A quoy pensiez-vous d'aimer ? [2 v.]                                                                                | RVC-1, RVC-3, RVC-16                                   | Pierre Perrin            | LADDA 1661-19, RASB de février 1701 p. 40. VM7-501. Auxerre p. 52. |
| Adieu, trompeur, adieu, perfide Amour, Que maudit soit le jour                                                                                    | RVC-3                                                  | Pierre Perrin            |                                                                    |
| Ah jaloux ennemis du bonheur de ma vie, Que vous connoissez peu [2 v.]                                                                            | RVC-5, RVC-16, RVC-17                                  | Pierre Perrin            | LADDA 1666-38                                                      |
| Ah Tircys il est temps, Mon Tircys, dans ce charmant trépas [Dialogue]                                                                            | RVC-3                                                  | Pierre Perrin            | Auxerre p. 90                                                      |
| Aminthe approche toy de ce plaisant bocage, Entands de ces oiseaux [2 v., bc]                                                                     |                                                        |                          | Auxerre p. 200                                                     |
| Après le plaisir de l'amour, Le plus doux de la vie C'est le plaisir d'écouter                                                                    | RVC-3, RVC-16                                          | Pierre Perrin            |                                                                    |
| Au fond d'un bois, au milieu du silence D'une profonde nuit [Récit en sérénade]                                                                   |                                                        | Pierre Perrin            |                                                                    |
| Beaux yeux que j'ayme, et que j'adore, Ah ! que me dit vostre langueur ?                                                                          | RVC-5, RVC-10, RVC-17                                  |                          | LADDA 1665-17, BPAT II p. 128                                      |
| Belle bouche, silence, Je voy dans ses regards des sentimens plus doux                                                                            | RVC-3                                                  | Pierre Perrin            |                                                                    |
| Belles mains de Philis, Plus blanches que les lys, De vos charmes divers                                                                          | RVC-16                                                 | Pierre Perrin            |                                                                    |
| Cessez de soupirer pour la cruelle Aminte, Mon cœur, quittez les pleurs                                                                           | RVC-16                                                 | Pierre Perrin            |                                                                    |
| C'est en vain que je soûpire Pour soulager mon tourment, [Gavotte, 2 v.]                                                                          | RVC-4, RVC-5, RVC-10, RVC-17, DPG 1 p. 241 et 2 p. 38. | Testu Mauroy             | LADDA 1664-12                                                      |
| Comment vous desguiser beaux yeux mes beaux vainqueurs                                                                                            |                                                        |                          | Auxerre p. 33.                                                     |
| D’où me vient cette langueur Que je porte dans le cœur Ne serait-ce [2 v., bc] [Chanson de Le Camus mise à 3 par J. de Perdigal]                  |                                                        |                          | Auxerre p. 202.                                                    |
| De quoy murmurez-vous, agreable fontaine ? Vous voyez tous les jours                                                                              | RVC-3                                                  | Pierre Perrin            |                                                                    |
| De quoy murmurez-vous, Charmans ruisseaux qui coulez dans la plaine ?                                                                             | RVC-5, RVC-10, RVC-16                                  | Segrais ou Pierre Perrin |                                                                    |
| Des fleurs, Plus de cris, ny de pleurs, Plus de peur ny d'allarmes [Air pour le roi, 1660.]                                                       | RVC-3, RVC-16.                                         | Pierre Perrin            |                                                                    |
| Dormez, dormez en paix, trop heureuse Sylvie ! C'est à moy de veiller                                                                             | RVC-7, RVC-16.                                         | Pierre Perrin?           |                                                                    |
| D'où vient qu'en ce moment vous changez de visage ? D'où vient que vos                                                                            | RVC-1                                                  |                          |                                                                    |
| D'un penible soucy je me sens tourmenter, Je ne scay si je dois, pour                                                                             | RVC-16                                                 | Pierre Perrin            |                                                                    |
| Enfin Tircys tu le promets - Je te le jure sur ma vie - D’aimer bien ta Sylvie                                                                    |                                                        |                          | Auxerre p. 96                                                      |
| Hé quoy ! dans un âge si tendre, On ne peut déjà vous entendre, Ny voir (2 v.)                                                                    | RVC-13                                                 | Pierre Perrin            | LADDA 1667-29                                                      |
| Insensible bergere Que l'on ne peut toucher : Helas ! que veux-tu faire (2 v.)                                                                    | RVC-5, RVC-10, RVC-17,                                 |                          | LADDA 1665-27, MS 159.                                             |
| J'ayme un brun depuis un jour, Plus beau que l'amour mesme, (Gavotte)                                                                             | RVC-1, RVC-3, RVC-16                                   | Pierre Perrin            | 1662-I                                                             |
| Je meurs pour ma Silvie, Elle languit pour moy d'une pareille envie,                                                                              | RVC-5                                                  |                          |                                                                    |
| Je ne scay pas comment, je ne scay pas pourquoy J'adore (Sarabande)                                                                               | RVC-3, RVC-16                                          | Pierre Perrin            |                                                                    |
| Je ne vous dirai point qu’absent de vos appas, Je languis Je soupire (1 v., bc)                                                                   |                                                        |                          | Auxerre p. 110                                                     |
| La blonde Nanette N'a plus mon amour, Et depuis un jour (Gavotte)                                                                                 | RVC-3, RVC-6+, RVC-10, RVC-16                          | Pierre Perrin            |                                                                    |
| Languir, se consumer pour un objet aimable, C'est un mal agreable,                                                                                | RVC-9                                                  |                          |                                                                    |
| Le ciel est beau, la terre est belle, Et tout seroit pour vostre amant                                                                            | RVC-3, RVC-6, RVC-10, RVC-16                           | Pierre Perrin            |                                                                    |
| Le frais de nos ormeaux Le chant de nos oyseaux Le bruit de nos fontaines                                                                         | RVC-16                                                 | Pierre Perrin            |                                                                    |
| Les rochers, les echos, les ruisseaux, et les bois, Me disent [Madrigal]                                                                          | RVC-9                                                  | J. de Ranchin            | BCT                                                                |
| Mon cœur est un oyseau sauvage, Qui va de bocage en [Menuet et sarabande]                                                                         | RVC-6, RVC-16                                          | Pierre Perrin            |                                                                    |
| Nous murmurons, Philis, tous deux egalement : J'accuse vos rigueurs [2 v.]                                                                        | RVC-6, RVC-10, RVC-16, RVC-17                          | Perrin                   | LADDA 1665-09                                                      |
| O douceur ô plaisir Je languis Je me pame. Je n’en puis plus hélas                                                                                |                                                        |                          | Auxerre p. 102                                                     |
| On verra tout changer, Le jour en nuit, La nuit en lumière                                                                                        |                                                        |                          | Auxerre p. 106                                                     |
| Pardon ma Nanette, Mon cœur me dedit, Tout ce que j’ay dit N’est que                                                                              | RVC-3                                                  | Pierre Perrin            |                                                                    |
| Pensers doux et flatteurs des faveurs de Climene, Loin de me soulager [2 v.]                                                                      | RVC-6, RVC-16, RVC-17                                  | Pierre Perrin            | LADDA 1666-33                                                      |
| Pensez-vous de l'amour exprimer le martire, Vous qui de son [1 v., bc] 2e couplet : Croyes-vous en disant je me meurs, Je me pasme, D’un air      | RVC-3, RVC-16                                          | Pierre Perrin            | Auxerre p. 94 et 93                                                |
| Petit mignon de ces plaines, la gloire de ce trouppeau, A qui les                                                                                 | RVC-3                                                  |                          |                                                                    |
| Petits ruisseaux, confidents de ma plainte, Roulez toujours, Vous roulez                                                                          | RVC-3, RVC-16                                          | Pierre Perrin            | RVC-16                                                             |
| Petits ruisseaux, Dont les captives eaux Sont à la chaîne, Et ne disent plus                                                                      | RVC-9+, RVC-16                                         | Pierre Perrin            | RVC-9+                                                             |
| Plustost que de changer de flame, plustost qu’un autre amour s’allume [Second couplet de Perdigal sur l’air de M. Boesset Que le Dieu des amants] |                                                        |                          | Auxerre p. 27 et 30                                                |
| Pour bien chanter d'amour, il faut estre amoureux, Ou satisfait [1 v., bc]                                                                        | RVC-13, RVC-15, RVC-16                                 | Pierre Perrin            | LADDA 1670-16, MS VM7 501                                          |
| Quand je me plains du mal que vous me faites, Ce rocher en gemit,                                                                                 | RVC-16                                                 | Pierre Perrin            |                                                                    |
| Quand je vous dy les tourments de mon ame, Vous rougissez, vos yeux                                                                               | RVC-16                                                 | Pierre Perrin            |                                                                    |
| Qu'attendez-vous, charmantes roses ? Qu'attendez-vous, pour estre [2 v.]                                                                          | RVC-9, RVC-15                                          |                          | LADDA 1668-07                                                      |
| Qu'avez vous resolu de mon sort malheureux ? Je ne scay quel conseil,                                                                             | RVC-16                                                 | Pierre Perrin            |                                                                    |
| Que mille amants ont dessein de vous plaire, Chacun le sçait, [Vaudeville]                                                                        | RVC-3, RVC-4 vol. 1, RVC-9+                            | Pierre Perrin            |                                                                    |
| Que vous estes heureux, Petits oyseaux, dans ce bois solitaire ! [2 v.]                                                                           | RVC-9, RVC-15                                          |                          | LADDA 1668-17, MS VM7 4822                                         |
| Quell’est ton amour dis le moy - Elle est égale à ton mérite - Elle est [Dialogue]                                                                |                                                        |                          | Auxerre p. 88                                                      |
| Qui de vous dois-je aymer le mieux, Ou vous, belle Philis ? [Air à boire, 3 v. bc]                                                                | RVC-14, RVC-16                                         | Pierre Perrin            | Musique aussi attribuée à J. Sicard (Guillo 2003 n° 1667-J)        |
| Qui peut choisir de l'amour ou du vin, S'il prend l'amour [Chansons à boire]                                                                      | RVC-3                                                  | Pierre Perrin            |                                                                    |
| Rien n'est si doux et si crüel que vous, Si doux que vos beaux yeux, [2 v.]                                                                       | RVC-16                                                 | Pierre Perrin            | 1666-A                                                             |
| Rochers, je ne veux point que vostre echo fidelle Redise les malheurs [2 v.]                                                                      | RVC-9                                                  |                          | LADDA 1668-06, MS VM7 4822                                         |
| Rompez le silence des bois, Petits oyseaux ! voicy la belle Aminte : Meslez                                                                       | RVC-16                                                 | Pierre Perrin            |                                                                    |
| Rossignols petits cœurs jaloux, Qui ne pouvez souffrir qu'on chante                                                                               | RVC-3, RVC-16, BCT p. 86.                              | Perrin                   | LADDA 1659-28, Auxerre p. 100 et fragment p. 95.                   |
| Sans nul sujet d'inquietude, Je prefere la solitude A tous les plaisirs                                                                           | RVC-9                                                  |                          |                                                                    |
| Si l'amour vient pour nous surprendre, Gardez-vous bien de vous defendre                                                                          | RVC-13                                                 |                          |                                                                    |
| Sur les aisles d'amour, Alcidor est venu pour revoir Celimene. Mais si                                                                            | RVC-16                                                 | Pierre Perrin            |                                                                    |
| Tu n'as pas pour moy, bergere, Autant que j'ay pour toy d'amour, C'est le                                                                         | RVC-6, RVC-10                                          | Fourcroy                 |                                                                    |
| Tu te plains de l'amour qui te tient dans ses chaisnes, Et tu dis que ses                                                                         | RVC-9, RVC-16                                          | Pierre Perrin            |                                                                    |
| Voicy le printemps Voicy le beau temps Que toutes les fleurs sont [2 v.]                                                                          | RVC-3, RVC-16                                          | Pierre Perrin            |                                                                    |